# Письмо о намерениях

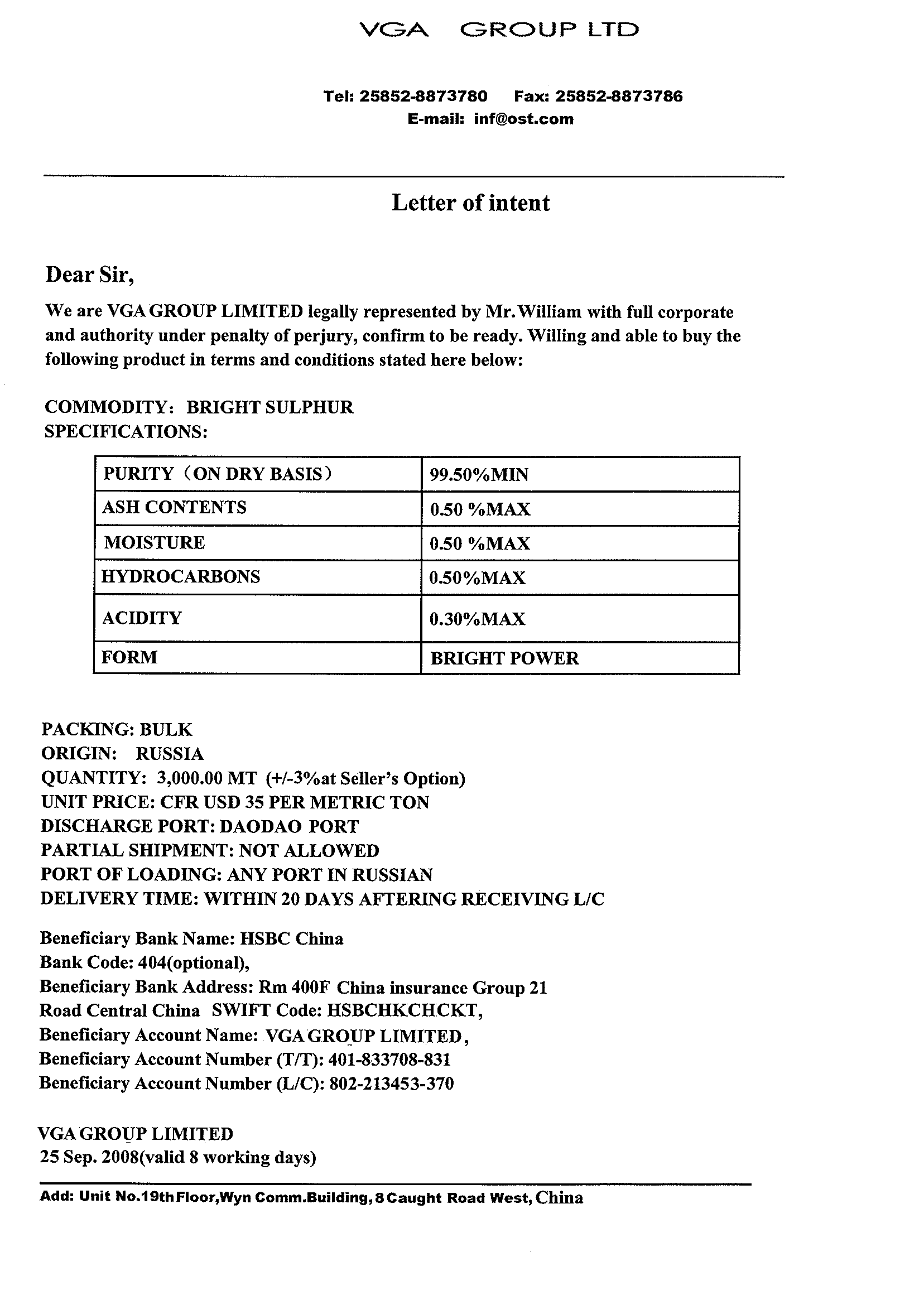
Типичное «Письмо О Намерениях»

Письмо о намерениях (англ. Letter of intent - LOI) — письмо, где автор (например, покупатель) формально сообщает о своих намерениях что-то совершить, например: закупить партию товара на тех или иных условиях, подписать тот или иной контракт, осуществить куплю-продажу акций, войти в полное или частичное управление предприятием и т. д.

## Цели письма о намерениях
Целями письма о намерениях могут быть:
- Обозначение поставщику покупателем условий, в которые могут входить, например: количество поставляемой продукции, её качество, условий доставки, а иногда — и цены, при которых он согласен на осуществление сделки.
- Предоставление поставщику более полной информации (включающей, например, реквизиты) о покупателе.
- Обеспечение гарантии в случае, если сделка «провалилась» в ходе переговоров.
- Предварительное уведомление о дальнейших намерениях после исполнения договоров или выполнения некоторых условий (например, о намерении заключить трудовой контракт после окончания обучения).

## Договор о намерениях
С Письмом о намерениях схож Договор о намерениях, фиксирующий намерения сторон сотрудничать на договорной основе и в последующем заключить Договор с более конкретными условиями.